# Ultraaricia anteros
Ultraaricia anteros är en fjärilsart som beskrevs av Freyer 1839. Ultraaricia anteros ingår i släktet Ultraaricia och familjen juvelvingar. Inga underarter finns listade i Catalogue of Life.